# Liste von Persönlichkeiten der Stadt Bremerhaven
Diese Liste enthält die Ehrenbürgern der Stadt, die in Bremerhaven geborene Persönlichkeiten sowie solche, die in Bremerhaven ihren Wirkungskreis hatten, ohne dort geboren zu sein.  Der zweite und dritte Abschnitte ist jeweils chronologisch nach dem Geburtsjahr sortiert. Die Liste erhebt keinen Anspruch auf Vollständigkeit.
In jedem Eintrag sollte nur der Personenartikel zur eingetragenen Person verlinkt sein.

## Ehrenbürger
Die Stadt Bremerhaven beziehungsweise deren Vorgängergemeinden haben seit 1885 20 Personen das Ehrenbürgerrecht verliehen.

## In Bremerhaven geborene Persönlichkeiten

### Bis 1900
- Johann Hinrich Eitz (1779–1870), Bauunternehmer 1
- Johanna Goldschmidt (1806–1884), Frauenrechtlerin, Schriftstellerin und Philanthropin 1
- Andreas Rickmers (1835–1924), Werftbesitzer, Reeder und Reiskaufmann
- Peter Rickmers (1838–1902), Werftbesitzer, Reeder und Reiskaufmann
- Georg Christoph Mehrtens (1843–1917), Bauingenieur und Hochschullehrer
- Wilhelm Rickmers (1844–1891), Werftbesitzer, Reeder und Reiskaufmann
- Georg Wilhelm Claussen (1845–1919), Schiffbau-Direktor
- Georg Hindrichson (1854–1945), Gymnasiallehrer und Heimatkundler (Ritzebüttel)
- Annie Diederichsen (1855–1925), Schriftstellerin und Redakteurin
- Heinrich Kuhlmann (1855–1922), Politiker (DDP) 2
- Minni Boh (1858–1918), Schriftstellerin 2
- Albert Sprickerhof (1862–1937), Architekt, Ingenieur und Bauunternehmer
- Jan Bohls (1863–1950), Zoologe, Privatgelehrter, Volkskundler und Heimatforscher 1
- August von Vangerow (1863–1935), Verlagsbuchhändler und Druckereibesitzer
- Ernst Georg Baars (1864–1949), Theologe
- Luise Holle (1864–1936), Kochbuchautorin
- Theodor Odinga (1866–1931), Schweizer Unternehmer und Politiker
- Ewald A. Boucke (1871–1943), Literarhistoriker
- Melchior Schwoon (1871–1956), Unternehmer
- Oda Olberg (1872–1955), Journalistin
- Willi Rickmer Rickmers (1873–1965), Bergsteiger, Skipionier, Forschungsreisender und Sammler 1
- Adolf Schipper (1873–1915), Offizier
- Sophie Wencke-Meinken (1874–1963), Malerin
- Erich Koch-Weser (1875–1944), Jurist und Politiker (DDP)
- Karl von der Aa (1876–1937), Wirtschaftspädagoge
- Johann Tönjes Cordes (1878–1955), Schiffbauingenieur und Werftdirektor
- Adolf Ahrens (1879–1957), Kapitän, Kommodore und Politiker (NSDAP, DP)
- Karl Hinsch (1880–1971), Kapitän zur See
- Wilhelm Ulex (1880–1959), Offizier
- Louis Löschner (1881–1959), Architekt und Möbel-Designer
- Karl Bösch (1883–1952), Porträt-, Landschaftsmaler, Grafiker und Kunsterzieher
- Julius Rodenberg  (1884–1970), Bibliograf, Bibliothekar und Kunsthistoriker
- Heinrich Addicks (1887–1975), Politiker (CDU)
- Hans Kohnert (urspr. Kohn) (1887–1967), Kaufmann, Fabrikant, Kommunalpolitiker (NSDAP), Maler
- Otto Heinrich May (1887–1977), Historiker, Bibliothekar und Bibliotheksdirektor
- Herbert Mager (1888–1979), Maler
- Hermine Stindt (1888–1974), Schwimmerin 2
- Otto Höver (1889–1963), Kunsthistoriker, Schriftsteller und Stadtbibliothekar
- Helmuth Andreas Koch (1889–1963), Jurist, Verwaltungsbeamter und Politiker (DNVP, CDU)
- Kurt Ditzen (1891–1982), Jurist und Zeitungsverleger
- Benno Eide Siebs (1891–1977), Jurist, Beamter und Heimatschriftsteller 2
- Karl With (1891–1980), Kunsthistoriker, Schriftsteller, Museumsdirektor und Kunstprofessor
- Paul Kunze (1892–1977), Maler, Graphiker und Kunsterzieher in Bremerhaven
- Walter Zimmermann (1892–1968), Pädagoge und Bremerhavener Stadtschulrat
- Otto Gerlach (1894–1963), Bankjurist, Genealoge
- Bertha Günther (1894–1975), Tänzerin und Eurythmielehrerin
- Paul Ernst Wilke (1894–1971), Maler
- Cläre With (1894–1964), Lehrerin und Zeitschriftenchefredakteurin
- Heinz Bröker (1895–1945), Journalist und Schriftsteller
- Max Dieckhoff (1895–1982), Althistoriker
- Johannes Mattfeld (1895–1951), Botaniker 1
- Heinrich de Haan (1896–1957), Diplom-Kaufmann und Politiker, Rendsburger Bürgermeister
- Otto Heider (1896–1960), Politiker (NSDAP) von 1934 bis 1937 Bremer Bürgermeister
- Hans Segelken (1897–1982), deutscher Jurist und Reichsgerichtsrat
- Folkert Potrykus (1900–1971), Politiker (KPD) 2
- Hans Alexander Winkler (1900–1945), Orientalist, Religionswissenschaftler und Ethnologe

### 1901 bis 1925
- Reinhard Braun (1902–1981), Augenarzt und Hochschullehrer
- Adolf Butenandt (1903–1995), Universitätsprofessor und Nobelpreisträger für Chemie 1
- Lou Jacobs (1903–1992), US-amerikanischer Clown und Entertainer
- Lale Andersen (1905–1972), Sängerin und Schauspielerin
- Robert Fiedler (1905–1974), Politiker (SPD) 4, von 1959 bis 1963 Mitglied des Niedersächsischen Landtages
- Elisabeth Kadow (1906–1979), Textilkünstlerin
- Rolf Störmer (1907–1982), Architekt
- Erich Viehweger (1907–1992), Maler und Bühnenbildner
- Otto Weyermann (1908–2003), Autor, Schiffssteward, Seemannsausrüster im In- und Ausland, Kaufmann und Gastwirt
- Carola Höhn (1910–2005), Schauspielerin 2
- Axel Monjé (1910–1962), Schauspieler und Synchronsprecher 2
- Heinrich Homann (1911–1994), Politiker (NDPD)
- Georg Ficke (1912–1964), Pädagoge und Politiker (SPD), von 1959 bis 1964 Mitglied der Bremischen Bürgerschaft
- Heiner Palinkas (1913–2004), Maler
- Gerhart Lohse (1914–2001), Bibliothekar und Germanist
- Rolf Speckmann (1918–1995), Politiker (FDP), von 1966 bis 1971 Finanzsenator des Landes Bremen, von 1959 bis 1966 Mitglied der Bremer Bürgerschaft
- Karl Eggers (1919–2004), Politiker (SPD) 1, von 1959 bis 1970 Senator für Wirtschaft des Landes Bremen
- Rudi Lill (1919–1968), Politiker, von 1951 bis 1955 Mitglied der Bremischen Bürgerschaft
- Hans Budde (1920–2002), Architekt
- Walter Schlüter (1921–1989), Politiker (SPD), von 1967 bis 1982 und vom 27. Juni 1985 bis 20. Juni 1986 Mitglied des Niedersächsischen Landtages
- Franz Gehrels (1922–2018), deutsch-US-amerikanischer Wirtschaftswissenschaftler und Hochschullehrer
- Hans Drebing (1923–2015), Brigadegeneral
- Jürgen Fischer (1923–1994), Wissenschaftsmanager und Generalsekretär der Westdeutschen Rektorenkonferenz
- Otto Kinne (1923–2015), Meeresbiologe und Stiftungsgründer
- Hanna Wolff (1923–2010), Schriftstellerin
- Eddy Lübbert (1924–2016), Unternehmer in der Fischwirtschaft, Stifter des Innovationspreises der deutschen Fischwirtschaft
- Robert Zimmerling (1924–2005), Schauspieler
- Kurt Reindel (1925–2011), Historiker

### 1926 bis 1950
- Harry Gabcke (1927–1988), Schulleiter und Heimatforscher
- Werner Stumper (1927–2010), Maler und Grafiker
- Gotthilf Hempel (* 1929), Gründungsdirektor Alfred-Wegener-Institut und Ehrenbürger der Stadt
- Eberhard Jäckel (1929–2017), Historiker 3
- Egon Kauffmann (1929–2011), Politiker (CDU) 3, von 1967 bis 1983 Mitglied der Bremischen Bürgerschaft
- Fritz Reichert-Facilides (1929–2003), Rechtswissenschaftler und Hochschullehrer
- Hermann Gutmann (1930–2013), Autor und Journalist
- Karl Willms (1934–2006), Jurist, Politiker (SPD) und Oberbürgermeister von Bremerhaven
- Lore Tappe (1934–2014), Schauspielerin und Hörspielsprecherin
- Peter Böger (1935–2015), Biologe und Botaniker
- Dieter Tiedemann (* 1935), Politiker (SPD), von 1975 bis 1979 Senator für Wirtschaft und Außenhandel des Landes Bremen, von 1971 bis 1975 und von 1979 bis 1995 Mitglied der Bremer Bürgerschaft
- Roger Asmussen (1936–2015), Politiker (CDU), von 1983 bis 1988 Finanzminister des Landes Schleswig-Holstein
- Hans Ganten (* 1937), Jurist und Baurechtler
- Rolf Heine (1937–2018), Altphilologe
- Walter Schmidt (1937–2024), Fußballspieler
- Marlen Diekhoff (* 1938), Schauspielerin
- Uwe Klimaschefski (* 1938), Fußballspieler und -trainer
- Norman Paech (* 1938), Hochschullehrer und Politiker (PDS, Die Linke)
- Manfred Schneider (* 1938), Manager
- Dieter Wandschneider (* 1938), Philosoph
- Artur Beneken (* 1939), Politiker (SPD), 1999–2015 Stadtverordnetenvorsteher von Bremerhaven
- Ernst-Wilhelm Stuckert (1939–2024), Politiker
- Hans Jarchow (1941–2018), Mathematiker und Professor für Mathematik
- Angelika Kutsch (* 1941), Schriftstellerin und literarische Übersetzerin 3
- Karl Ehlerding (* 1942), Kaufmann 3
- Peter Rühring (1942–2025), Schauspieler
- Peter Scharf (* 1942), Maschinenbauingenieur 3
- Hans Joachim Alpers (1943–2011), Verleger und Schriftsteller 3
- Manfred Ernst (* 1943), Jurist, Regionalhistoriker und Fach- und Sachbuchautor 3
- Harry Nestler (* 1943), Politiker (CDU) 3, von 2007 bis 2011 Abgeordneter der Bremischen Bürgerschaft
- Gisela Schwarz (* 1943), Politikerin (SPD) 3, von 1999 bis 2007 Mitglied der Bremischen Bürgerschaft
- Egon Coordes (1944–2025), Fußballspieler und -trainer 3
- Hartmut Kollakowsky (1944–2003), Schauspieler 3
- Karin Tuczek (* 1944), Politikerin (SPD, CDU) 3, Mitglied der Bremischen Bürgerschaft; für die SPD von 1979 bis 1987, von 1991 bis 1994. Für die CDU von 1994 bis 2003 sowie von 2003 bis 2007.
- Wolfgang Wippermann (1945–2021), Historiker 3
- Jörn Merkert (1946–2025), Kunsthistoriker und Museumsdirektor der Berlinischen Galerie 3
- Heiko Postma (* 1946), Publizist, Schriftsteller und Übersetzer 3
- Werner Kirschstein (* 1947), Politiker (SPD), von 2005 bis 2007 Mitglied der Bremischen Bürgerschaft
- Bernd Krause (* 1947), Ruderer
- Lothar Lazar (* 1947), Fußballspieler
- Wolfgang Pfahl (1947–2021), Politiker (CDU)
- Jeanne Córdova (1948–2016), US-amerikanische LGBT-Aktivistin, Journalistin und Autorin
- Leonhard Hajen (* 1948), Professor für Nationalökonomie und Politiker (SPD)
- Hella Poppe (* 1948), Stadtplanerin und Politikerin (SPD)
- Peter Raap (* 1948), Heimatforscher
- Manfred Richter (* 1948), Politiker (FDP), ehemaliger Oberbürgermeister und Mitglied des Bundestages
- Uwe Beckmeyer (* 1949), Politiker (SPD)
- Wolfgang Hein (* 1949), Politikwissenschaftler
- Bernd-Rüdiger Kern (* 1949), Jurist und Professor
- Wolfgang Neß (* 1949), Bauingenieur, Architekt, Denkmalpfleger und Sachbuchautor
- Jürgen Reents (1949–2022), Politiker (Grüne Alternative Liste, Bündnis 90/Die Grünen, PDS), Journalist
- Dörthe Weddige-Degenhard (* 1949), Politikerin (SPD), MdL
- Edith Wilts (* 1949), Politikerin (SPD), MdBB
- Marlies Marken (* 1950), Politikerin (SPD)

### 1951 bis 1975
- Holger Matthews (* 1951), Politiker (Grüne Alternative Liste), von 1991 bis 1993 Abgeordneter in der Hamburgischen Bürgerschaft
- Max Regenberg (* 1951), Fotograf
- Peter Barthold Schnibbe (1951–2023), Maler der Postmoderne
- Michael Teiser (* 1951), Politiker (CDU), von 1994 bis 1998 Mitglied des Deutschen Bundestages
- Rita Bake (* 1952), Wirtschafts- und Sozialhistorikerin, Bibliothekarin und Autorin
- Bertram Rickmers (1952–2023), Manager und Reeder
- Hilde Adolf (1953–2002), Politikerin (SPD), von 1999 bis 2002 Senatorin für Arbeit, Frauen, Gesundheit, Jugend und Soziales des Landes Bremen
- Wolfgang Golasowski (* 1953), Jurist, Richter und Staatsrat
- Ingo Kramer (* 1953), Unternehmer und Arbeitgeberfunktionär
- Dirk Behrens (* 1954), Maler und Grafiker
- Sybille Böschen (* 1954), Politikerin (SPD), von 2003 bis 2019 Mitglied der Bremischen Bürgerschaft
- Bernd Brexendorf (* 1954), Fußballspieler und Arzt
- Doris Hoch (* 1954), Politikerin (Bündnis 90/Die Grünen), von 1999 bis 2015 Mitglied der Bremischen Bürgerschaft
- Ulrich Marseille (* 1955), Unternehmer und Politiker (Partei Rechtsstaatlicher Offensive)
- Marina Busse (1956–2015), Schauspielerin und Dozentin
- Hans Forster (* 1956), Politiker (SPD), von 1998 bis 2002 und seit 2005 Mitglied des Deutschen Bundestages
- Jürgen Gronholz (1956–2019), Musiker, Komponist und Texter
- Wilfried Hoops (* 1956), Jurist, Ministerial- und politischer Beamter
- Ullabritt Horn (1956–2017), Regisseurin, Drehbuchautorin und Produzentin von Dokumentarfilmen
- Bernd Merz (1956–2024), Pfarrer und Medienbeauftragter
- André Pohl (* 1956), Schauspieler
- Kirsten Graalmann-Scheerer (* 1956), Generalstaatsanwältin und Hochschullehrerin
- Eckhard Eggers (* 1957), Slawist und Hochschullehrer
- Achim Frenz (1957–2024), Museumsleiter und Herausgeber
- Wolfgang Jägers (* 1957), Politiker (SPD), von 2010 bis 2015 Mitglied der Bremischen Bürgerschaft
- Gesa Badenhorst (* 1958), Schauspielerin und Schauspiellehrerin
- Anton Zensus (* 1958), Radioastronom
- Volker Müller (* 1959), Mikrobiologe
- Walter Müller (* 1959), Politiker (Die Linke, Wählervereinigung Für Bremerhaven), von 2007 bis 2011 Mitglied der Bremischen Bürgerschaft
- Ralph Saxe (* 1959), Politiker (Bündnis 90/Die Grünen), Abgeordneter der Bremischen Bürgerschaft
- Dina Bösch (* 1960), Gewerkschafterin und Diplom-Pädagogin
- Johannes W. Schäfer (* 1960), Komponist
- Thomas Seedorf (* 1960), Musikwissenschaftler und Hochschullehrer
- André Werner (* 1960), Komponist
- Michael Blank (* 1961), Politiker (SPD), von 2002 bis 2003 Mitglied der Bremischen Bürgerschaft
- Jessica Kosmalla (* 1961), Schauspielerin
- Lutz Wadehn (* 1961), Basketballspieler
- Melf Grantz (* 1962), Oberbürgermeister von Bremerhaven
- Henning Krause (* 1962), Mathematiker und Hochschullehrer
- Frank Schildt (* 1962), Politiker (SPD), von 1995 bis 2015 und 2017 bis 2019 Abgeordneter der Bremischen Bürgerschaft
- Kirsten Worms (* 1962), Juristin
- Jan Erik Bohling (* 1963), Bürgermeister von Meppen
- Heino Ferch (* 1963), Schauspieler
- Jens Nemeyer (* 1963), Flottillenadmiral
- Harm Rykena (* 1963), Politiker (AfD)
- Frank Willmann (* 1963), Politiker (Bündnis 90/Die Grünen, SPD)
- Volker Bajus (* 1964), Politiker (Bündnis 90/Die Grünen), von 2013 bis 2017 und seit 2020 Mitglied des Niedersächsischen Landtages
- Torsten von Haaren (* 1964), Politiker (SPD), seit 2019 Stadtverordnetenvorsteher von Bremerhaven
- Jost Lübben (* 1964), Journalist
- Volker Engel (* 1965), Visual-Effects-Supervisor und Filmproduzent
- Meike Holländer (* 1965), Ruderin, Vize-Weltmeisterin
- Loretana de Libero (* 1965), Professorin für Antike und Militärgeschichte; Mitglied der Hamburgischen Bürgerschaft seit Mai 2012
- Manuela Mahnke (* 1965), Politikerin (SPD), von 2007 bis 2015 Mitglied der Bremischen Bürgerschaft
- Britta Schmeling (* 1965), Schauspielerin
- Heiner Bröckermann (* 1966), Offizier und Historiker
- Frank Delle (* 1966), Jazzmusiker
- Maria Effinger (* 1966), Archäologin und Bibliothekarin
- Jens Kommnick (* 1966), Musiker, Komponist und Arrangeur
- Jens Köpp (* 1966), Basketballspieler
- Thorsten Krüger (* 1966), Politiker (SPD), seit 2022 Landrat des Landkreises Cuxhaven
- Thomas Röwekamp (* 1966), Politiker (CDU), von 1991 bis 2003 und von 2007 bis 2021 Mitglied der Bremischen Bürgerschaft, seit 2021 Mitglied des Deutschen Bundestages
- Uwe Schmidt (* 1966), Politiker (SPD), seit 2017 Mitglied des Bundestages
- Jörg Seidel (* 1967), Jazz-Gitarrist und -Sänger
- Anja Stahmann (* 1967), Politikerin (Bündnis 90/Die Grünen), von 2011 bis 2023 Sozialsenatorin der Freien Hansestadt Bremen, seit 1999 Mitglied der Bremischen Bürgerschaft
- Felix Voges (* 1967), Sommelier
- Daniela Behrens (* 1968), Politikerin (SPD), von 2021 bis 2023 Sozialministerin von Niedersachsen, seit 2023 Innenministerin von Niedersachsen
- Claas-Peter Fischer (* 1968), Ruderer
- Heike Kretschmann (* 1968), Sportmanagerin und Politikerin
- Silke Böschen (* 1969), Journalistin, Fernsehmoderatorin und Schriftstellerin
- Carsten Heusmann (1969–2015), Musiker, Komponist und Musikproduzent
- Reemt Pyka (* 1969), Eishockeyspieler
- Nils Bothen (* 1970), Politiker (SPD), seit 2023 Mitglied der Bremischen Bürgerschaft
- Klaus Heuermann (* 1970), Jazzmusiker
- Michael Labetzke (* 1970), Politiker (Bündnis 90/Die Grünen)
- Alexander von Pfeil (* 1970), Musiktheater-Regisseur
- Sascha Schuster (* 1971), Politiker (BD, BIW)
- DJ Stylewarz (* 1971), Hip-Hop-Musiker
- Michael Helming (* 1972), Schriftsteller und Dramaturg
- Oliver Lottke (* 1972), Politiker (SPD), seit 2017 Abgeordneter im Landtag Niedersachsen
- Catrin Hannken (* 1973), Politikerin (CDU), von 1995 bis 2006 Mitglied der Bremischen Bürgerschaft
- Anders Levermann (* 1973), Klimawissenschaftler
- Hilko Ristau (* 1974), Fußballspieler
- Claus Seebeck (* 1974), Politiker (CDU)
- Tomas Seyler (1974–2024), Dartspieler
- Sülmez Dogan (* 1975), Politikerin (Bündnis 90/Die Grünen)
- Jenny Dolfen (* 1975), Illustratorin, Autorin und Lehrerin
- Lars Toborg (* 1975), Fußballspieler

### Ab 1976
- Martin Brinkmann (* 1976), Autor, Kritiker und Herausgeber
- Martin Günthner (* 1976), Politiker (SPD), von 2010 bis 2019 Senator für Wirtschaft und Häfen sowie Senator für Justiz und Verfassung der Freien Hansestadt Bremen
- Marko Kück (* 1976), Fußballspieler
- Ronny Meyer (* 1976), Physiker, Politiker und Bremer Staatsrat
- Annina Ucatis (* 1978), Moderatorin, Partysängerin und Pornodarstellerin
- Oliver Freymark (* 1979), Eishockeyspieler
- Arne Homann (* 1979), Archäologe und Historiker
- Gesa Olkusz (* 1980), Schriftstellerin
- Moritz Wesseler (* 1980), Kunsthistoriker, Kurator, Museumsdirektor
- Wibke Brems (* 1981), Politikerin (Bündnis 90/Die Grünen)
- Sascha Sauer (* 1981), Footballspieler, Europameister
- Rabea Edel (* 1982), Schriftstellerin
- Hendrik Klinge (* 1982), evangelischer Theologe
- Knud Lange (* 1984), Ruderer, WM-Medaillengewinner
- Hendrik Feldwehr (* 1986), Schwimmer
- Marie Rosa Tietjen (* 1986), Schauspielerin
- Clemens Schoppenhauer (* 1992), Fußballspieler
- Cindy König (* 1993), Fußballspielerin
- Rafael Brand (* 1994), Fußballspieler
- Gerrit Holtmann (* 1995), Fußballspieler
- Giovanna Hoffmann (* 1998), Fußballspielerin
- Fynn Voigt (* 1999), Politiker (FDP)
- Sero el Mero (* 2000), Rapper
- Abdenego Nankishi (* 2002), deutsch-angolanischer Fußballspieler
- Eefje Bötjer (* 2004), Fußballspielerin

## Personen, die mit der Stadt in Verbindung stehen

### Bis 1900
- Jacobus Johannes van Ronzelen (1800–1865), Projektleiter am Hafenbau in Bremerhaven, holländischer Wasserbauer und bremischer Baurat
- Gottfried Semper (1803–1879), Volontär am Hafenbau in Bremerhaven, Architekt
- Leopold von Vangerow (1831–1881), Verleger und Kommunalpolitiker, in seiner Zeit als Vorsitzender der Kommunalvertretung entstand 1879 die erste Kommunalverfassung von Bremerhaven
- Wilhelm Anton Riedemann (1832–1920), Kaufmann in Lehe, Geestemünde ab 1863 (heute Bremerhaven), Bremen und in Hamburg und Pionier des Petroleumhandels und der Tankschifffahrt
- Friedrich Busse (1835–1898), heute Bremerhaven, Reeder und Begründer der deutschen Hochseefischerei
- Hermann Gebhard (1843–1906), Jurist und von 1880 bis 1890 Stadtdirektor von Bremerhaven
- Walter zur Nieden (1869–1937), Verwaltungsbeamter und Landrat der Landkreis Geestemünde und Wesermünde
- Johann Schütte (1873–1940), Ingenieur, Professor für Schiffbau und Konstrukteur, ab 1897 beim Norddeutschen Lloyd (NDL) in Bremerhaven, plante und leitete die Schleppversuchsanstalt des NDL
- Leopold Ziegenbein (1874–1950), Kommodore des Norddeutschen Lloyd und Gewinner des Blauen Bandes
- August Stampe (1878–1965), Arbeiterführer, Gewerkschaftssekretär, Bremer Senator (SPD), er hielt 1919 auf dem Marktplatz vor 20.000 Bürgern die Hauptrede
- Theodor Ludwig Karl Krieghoff (1879–1946), Komponist, Musiker, Militärmusiker der Matrosen Artillerie
- Helmut Yström (1881–1963), Politiker (CDU) und Senator in Bremen, von 1945 bis 1948 Polizeipräsident in Bremerhaven
- Friedrich Wilhelm Sander (1885–1938), pyrotechnischer Ingenieur und Konstrukteur
- Hans Scharoun (1893–1972), aufgewachsen in Bremerhaven, Architekt und einer der bedeutendsten Vertreter der organischen Architektur
- Heinrich Soltziem (1895–1967), genannt Hein Mück aus Bremerhaven, Schiffszimmermann und besungenes Stadtoriginal
- Karl Salomon (1896–1977), KPD-Funktionär, stellvertretender Minister und Staatssekretär in der DDR, lebte in der Bremerhavener Deichstraße 69
- Julius Lorenzen (1897–1965), Politiker (NSDAP) und Oberbürgermeister von Bremerhaven (1933–1939)

### Ab 1901
- Karl Georg Saebisch (1903–1984), deutschsprachiger Theater-, Film- und Fernsehdarsteller, von 1945 bis 1951 Intendant des Stadttheaters Bremerhaven, Ehrenmitglied des Stadttheaters Bremerhaven
- Karl Geffken (1908–2005), Oberstudiendirektor an der Pestalozzischule (heute Lloyd-Gymnasium) in Bremerhaven[1]
- Werner Braune (1909–1951), nach 1940 Leiter der Staatspolizeistelle Wesermünde, verurteilter SS-Kriegsverbrecher
- Ferdinand Dux (1920–2009), Schauspieler, von 1967 bis 1974 am Stadttheater Bremerhaven[2]
- Eric Vaessen (1922–2009), Schauspieler und Synchronsprecher, von 1952 bis 1961 am Stadttheater Bremerhaven[3]
- Margarete Jelten (1926–2022), Pädagogin, Chronistin des nordwestdeutschen Baptismus
- Horst von Hassel (1928–2020), Pädagoge, Politiker (SPD), Dezernent für Bildung und Kultur im Magistrat, Bürgerschaftsabgeordneter, Bildungssenator
- Gert Schlechtriem (1929–1998), Volkskundler und Museumsdirektor
- Manfred Ebel (1932–1999), deutscher Politiker (CDU)
- Stephan Remmler (* 1946), aufgewachsen in Bremerhaven, Sänger, Komponist und Musikproduzent
- Willi Reimann (* 1949), ehemaliger Fußballspieler des TuS Bremerhaven 93, Fußball-Trainer
- Dieter Petram (* 1951), Schiffsbau-Unternehmer
- Uwe Lissau (* 1952), von 1991 bis 2018 Präsident des Amtsgerichts Bremerhaven
- Felix Magath (* 1953), ehem. Trainer des FC Bremerhaven, Fußball-Trainer
- Herta Müller (* 1953), Schriftstellerin und Literatur-Nobelpreisträgerin 2009, 1989 Stipendium in Bremerhaven
- Dieter Riemer (* 1955), Jurist und Historiker
- Ulrich Nußbaum (* 1957), 2003–2007 Finanzsenator in Bremen, 2007–2009 Vizepräsident der Industrie- und Handelskammer Bremerhaven, 2009–2014 Finanzsenator von Berlin
- Thomas Jürgewitz (* 1959), Politiker (AfD)
- Thomas Popiesch (* 1965), ehemaliger Eishockeyspieler, seit 2016 Trainer der Fischtown Pinguins
- Christoph Maria Herbst (* 1966), Schauspieler, 1992–1996 am Stadttheater Bremerhaven
- Olaf Satzer (* 1970), aufgewachsen und tätig in Bremerhaven, Schlagzeuger, Musikpädagoge und Romanautor
- Sebastian Ko (* 1971), Filmregisseur[4]
- Özden Terli (* 1971), Wettermoderator, 2004–2007 externe Diplomarbeit am Alfred-Wegener-Institut
- Hauke Hilz (* 1977), Politiker (FDP), Mitglied der Bremischen Bürgerschaft, Stadtverordneter
- Benedetto Muzzicato (* 1978), deutsch-italienischer Fußballspieler und -trainer
- Peter Lehmann (* 1982), Politiker, ehem. Mitglied der Bremischen Bürgerschaft, ehem. Vorsitzender Bündnis 90/Die Grünen Bremerhaven
- Birte Baumgardt (* 1984), aufgewachsen in Bremerhaven, Synchronsprecherin
- Tim Müller-Zitzke (* 1994), Filmproduzent und Fotograf, studiert seit 2013 Digitale Medienproduktion an der Hochschule Bremerhaven

## Stadtverordnetenvorsteher
Die gewählten Stadtverordnetenvorsteher leiten in Bremerhaven die Stadtverordnetenversammlung.
- 1948–1951: Karl Curdt (1885–1959, SPD)
- 1951–1955: Carl Stelljes (1885–1963, FDP)
- 1955–1959: Karl Eggers (1919–2004, SPD)
- 1959–1971: Willi Kuhn (1900–1980, SPD)
- 1971–1975: Max Bernhardt (1905–1985, SPD)
- 1975–1977: Günter Lemke (1931–2015, SPD)
- 1977–1983: Mathilde Lehmann (1917–2007, SPD)
- 1983–1995: Alfons Tallert (1916–2006, SPD)
- 1995–1999: Hans Joachim Petersen (1936–2000, CDU)
- 1999–2015: Artur Beneken (* 1939, SPD)
- 2015–2019: Brigitte Lückert (* 1943–2020, SPD)
- seit 2019: Torsten von Haaren (* 1964, SPD)

## Träger der Verdienstmedaille
Seit 1979 wird die Verdienstmedaille der Stadt Bremerhaven vergeben. Träger sind
- 1979: August Dierks (1899–1983), Wegbereiter für das Deutsche Schifffahrtsmuseums
- 1982: Kurt Ditzen (1891–1982), Zeitungsverleger der Nordsee-Zeitung
- 1982: Rudolf Dahmen (1917–1989), Chefredakteur der Nordsee-Zeitung
- 1989: Heinz-Günter Thees (1911–2004), Architekt, als „Buernhusvadder“ und Vorsitzender des Leher Bauernhausvereins erreichte er den Bau des Marschenhauses im Speckenbütteler Park
- 1999: Wolfgang van Betteray (1947–2017), Kaufmann und Rechtsanwalt, konnte eine bedeutende Anzahl von Arbeitsplätzen im Bremerhavener Schiffbau erhalten[5]
- 2000: Joachim Ditzen-Blanke (* 1925), Herausgeber der Nordsee-Zeitung
- 2011: Gerlinde Berk (1940–2023), Kauffrau, Mitglied der Stadtverordnetenversammlung (SPD), Mitglied der Bremischen Bürgerschaft, Einsatz für den Hochschulstandort Bremerhaven, Vorsitzende des Fördervereins des Bremerhavener Stadttheaters
- 2016: Detlev Ellmers (1938–2022), Prähistoriker und Kunsthistoriker, 1971–2002 geschäftsführender Direktor des Deutschen Schifffahrtsmuseums
- 2020: Rolf Stindl, Leseförderer, Gründer des Friedrich-Bödecker-Kreises im Lande Bremen
- 2024: Alfred Prey (* 1954), Sportmanager, langjähriger sportlicher Leiter der Fischtown Pinguins